# Hydra japonica
Hydra japonica är en nässeldjursart som beskrevs av Itô 1947. Hydra japonica ingår i släktet Hydra och familjen Hydridae. Inga underarter finns listade i Catalogue of Life.